# Autornavne for botanik og mykologi
Dette er en liste over standardforkortelser (autornavne) inden for botanik og mykologi. Listen er pt. ordnet efter botanikerens efternavn, ikke efter autornavnet.

## Links
- The International Plant Names Index (IPNI), Søgning efter auktor eller forkortelse
- Botanical Authors – Botaniske autorer Arkiveret 13. maj 2012 hos  Wayback Machine
- Authors of Fungal Names – Mykologiske autorer

### A
| - Abel - Clarke Abel (1780-1826) - Abromeit - Johannes Abromeit (1857-1946) - Ach. - Erik Acharius (1757-1819) - Acht. - Boris T. Achtarov (1885-1959) - Adamović - Lujo Adamović (1864-1935) - Adams - Johannes Michael Friedrich Adams (1780-1838) - Adans. → Adanson - Adanson - Michel Adanson (1727-1806) - Ade - Alfred Ade (1876-1968) - Aellen - Paul Aellen (1896-1973) - Afan. - C.S. Afanassiev (1905-1960) - Afzel. - Adam Afzelius (1750-1837) - Agardh - Carl Adolph Agardh (1785-1859) - C.Agardh → Agardh - J.Agardh - Jacob Georg Agardh (1813-1901) - Ahlfvengren - Fredrik Elias Ahlfvengren (1862-1921) - Ahti - Teuvo Ahti (*1934) - Airy Shaw - Herbert Kenneth Airy Shaw (1902-1985) - Ait. → Aiton - Ait. f. → Aiton fil. - Aiton - William Aiton (1731-1793) - W.T.Aiton → Aiton fil. - Aiton fil. - William Townsend Aiton (1766-1849) - Alb. - Johannes Baptista von Albertini (1769-1831) - Albert - Abel Albert (1836-1909) - Albov - Nicholas Mikhailovic Albov (Alboff) (1866-1897) - Alechin - Vasilii Vasilievich Alechin (1884-1946) - Alef. - Friedrich Christoph Wilhelm Alefeld (Friedrich Georg Christoph Alefeld) (1820-1872) - Alexeenko - M. I. Alexeenko (Alexejenko) (1905-?) - F.Allam. - Frédérique Louis Allamand (1735-1803) - All. - Carlo Allioni (1728-1804) - Allan - Harry Howard Barton Allan (1882-1957) - Alleiz. - Charles d'Alleizette (1884-1967) - G.J.Allman - George James Allman (1812-1898) - Almq. - Sigfrid Oskar Immanuel Almquist (1844-1923) - Alston - Arthur Hugh Garfit Alston (1902-1958) - Ambrosi - Francesco Ambrosi (1821-1897) - Ames - Oakes Ames (1874-1950) - L.M.Ames - Lawrence Marion Ames (1900-1966) - Amo - Mariano del Amo y Mora (1809-1894) - Andersen - Johannes Carl Andersen (1873-1962) - E.Anderson - Edgar Shannon Anderson (1897-1969) - E.F.Anderson - Edward Frederick Anderson (1932-2001) | - G.Anderson - G. Anderson (?-1817) - N.J.Andersson - Nils Johan Andersson (1821-1880) - Andrae - Carl Justus Andrae (1816-1885) - Andrasovszky - József Andrasovszky (1889-1943) - André - Éduard-François André (1840-1911) - Andreas - Charlotte Henriette Andreas (1898-?) - Andrews - Henry Charles Andrews (?-1830) - Andrz. - Antoni Lukianovich Andrzejowski (1785-1868) - M.Angelis - Moritz von Angelis (1805-1894) - Ångström - Johan Ångström (1813-1879) - Ant. → Antoine - Antoine - Franz Antoine (1815-1886) - Antonín - Vladimír Antonín (*1955) - Appel - Friedrich Carl Louis Otto Appel (1867-1952) - Arcangeli - Giovanni Arcangeli (1840-1921) - Ard. - Pietro Arduino (1728-1805) - Ardoino - Honoré Jean Baptiste Ardoino (1819-1874) - Arènes - Jean Arènes (1898-1960) - Aresch. – Johan Erhard Areschoug (1811–1887) - F.Aresch. - Fredrik Wilhelm Christian Areschoug (1830-1908) - J.B.Armstr. - Joseph Beattie Armstrong (1850-1926) - Arnold → J.F.Arnold - J.F.Arnold - Johann Franz Arnold - Arnott - George Arnott Walker Arnott (1799–1868) - A.Arrh. - Johan Israel Axel Arrhenius (1858-1950) - Arrigoni - Pier Virgilio Arrigoni (*1932) - Arrondeau - Étienne Théodore Arrondeau (?-1882) - Artemczuk - Ivan Vlasovich Artemczuk (1898-1973) - Arthur - Joseph Charles Arthur (1850-1942) - Arvat - A. Arvat (1890-1950) - Arvet-Touvet - Jean Maurice Casimir Arvet-Touvet (1841-1913) - Arx - Josef Adolph von Arx (1922-1988) - Asch. → Ascherson - Ascherson - Paul Friedrich August Ascherson (1834-1913) - Ashe - William Willard Ashe (1872-1932) - Aspegren - Georg Carsten Aspegren (1791-1828) - Asso - Ignacio Jordán Asso y del Rio (1742–1814) - G.F.Atk. - George Francis Atkinson (1854-1918) - Aublet - Jean Baptiste Christophe Fusée Aublet (1720–1778) - Aucher - Pierre Martin Remi Aucher-Eloy (1792-1838) - Auersw. - Bernhard Auerswald (1818-1870) - Ausserdorfer - Anton Ausserdorfer (1836-1885) - Avé-Lall. - Julius Léopold Eduard Avé-Lallemant (1803-1867) - Aznav. - G. V. Aznavour (1861-1920) |

### B
| - Bab. - Charles Cardale Babington (1808–1895) - C.Bab. - Churchill Babington (1821-1889) - Babcock - Ernest Brown Babcock (1877-1954) - Backeb. - Curt Backeberg (1894-1966) - Backh. - James Backhouse (1794-1869) - Badaro - Giovanni Battista Badaro (1793-1831) - J.D.Bacon - John D. Bacon (*19??) - Baen. → Baenitz - Baenitz - Carl Gabriel Baenitz (1837-1913) - Baer - Karl Reinhold Ernst von Baer (1792-1876) - Bagnall - James Eustace Bagnall (1830-1918) - Bahadur - Kunwar Naresh Bahadur (1935-1984) - D.K.Bailey - Dana K. Bailey (*1916) - L.H.Bailey - Liberty Hyde Bailey (1858-1954) - Baill. → Baillon - Baillet - Casimir Celestin Baillet (1820-1900) - Baillon - Henri Ernest Baillon (1827-1895) - Bailly - E. Bailly (1829-1894) - Bainier - Georges Bainier (18??-1920) - Baker - John Gilbert Baker (1834-1920) - Baker fil. - Edmund Gilbert Baker (1864-1949) - Baksay - Leona Baksay (*1915) - Balansa - Benedict Balansa (1825-1891) - Balbis - Giovanni Battista Balbis (1765–1831) - Bald. - Antonio Baldacci (1867-1950) - Balf. - John Hutton Balfour (1808-1884) - Balf. fil. - Isaac Bayley Balfour (1853-1922) - Balk. - B.E. Balkovsky (1899-?) - Ball - John Ball (1818-1889) - P.W.Ball - Peter William Ball (*1932) - Bancr. - Edward Nathaniel Bancroft (1772-1842) - Banks - Joseph Banks (1743-1820) - Barbero - Marcel Barbero (*1940) - W.Barbey - William Barbey-Boissier (1842-1914) - Barc. - Francisco Barceló y Combis (1820-1889) - F.A.Barkley - Fred Alexander Barkley (1908-1989) - Barkoudah - Youssef Ibrahim Barkoudah (*1933) - Barn. - François Marius Barnéoud (1821-?) - Barnett - Euphemia Cowan Barnett (1890-1970) - Barrandon - A. Barrandon (1814-1897) - Barratte - Jean François Gustave Barratte (1857-1920) - Bartal. - Biagio Bartalini (1746-1822) - Bartl. - Friedrich Gottlieb Bartling (1798-1875) - Bartlett - Harley Harris Bartlett (1886-1960) - Barton - Benjamin Smith Barton (1766-1815) - W.Barton - William Paul Crillon Barton (1786-1856) - W.P.C.Barton → W.Barton - Bartram - John Bartram (1699-1777) - W.Bartram - William Bartram (1739-1823) - Basil. - Nina Alexandrovna Basilevskaja (Bazilevskaja) (1902-?) - Basiner - Theodor Friedrich Julius Basiner (1817-1862) - Bässler - Manfred Bäßler (*1935) - Bast. - Toussaint Bastard (1784-1846) - Bataille - Frederic Bataille (1850-1946) - Batal. → Batalin - Batalin - Alexander Feodorowicz Batalin (1847-1896) - Bat. - Augusto Chaves Batista (1916-1967) - Batsch - August Johann Georg Carl Batsch (1761-1802) - Batt. - Jules Aimé Battandier (1848-1922) - Baudet - Jean C. Baudet fl. (1970- ) - C.Bauhin - Caspar Bauhin (1560-1624) - J.Bauhin - Johann Bauhin (1541-1613) - Baum - Bernard René Baum (*1937) - E.Baumann - Eugen Baumann (1868-1933) - Baumg. - Johann Christian Gottlob Baumgarten (1765-1843) - Baxter - William Baxter (1787-1871) - Beadle - Chauncey Delos Beadle (1866-1950) - Bean - William Jackson Bean (1863-1947) - Beauv. - Ambroise Marie François Joseph Palisot de Beauvois (1752-1820) - Beauvis. - Georges Eugène Charles Beauvisage (1852-1925) - Beauverd - Gustave Beauverd (1867-1942) - Becherer - Alfred Becherer (1897-1977) - Bechst. - Johann Matthäus Bechstein (1757-1822) - Beck → G.Beck - G.Beck - Günther Beck von Mannagetta und Lerchenau (1856-1931) - A.Becker - Alexander Becker (1818-1901) - J.Becker - Johannes Becker (1769-1833) - W.Becker - Wilhelm Becker (1874-1928) - Beeby - William Haddon Beeby (1849-1910) - Beger - Herbert K. E. Beger (1889-1955) - Béguinot - Augusto Béguinot (1875 - 1940) - Behrendsen - Werner Behrendsen (†1923) - Beissn. - Ludwig Beissner (1843-1927) - Bellardi - Carlo Antonio Lodovico Bellardi (1741-1826) - Belli - Saverio Carlo Belli (1852-1919) - Bellot - Francisco Bellot Rodríguez (1911-1983) - Bell Salter - Thomas Bell Salter (1814-1858) - Ar.Benn. - Arthur Bennett (1843-1929) - A.W.Benn. - Alfred William Bennett (1833–1902) - L.D.Benson - Layman David Benson (*1909) - Benth. → Bentham - Bentham - George Bentham (1800-1884) - Bentley - Robert Bentley (1821-1893) - Berchtold - Bedřich Všemír von Berchtold (1781-1876) - A.Berger - Alwin Berger (1871-1931) - J.P.Bergeret - Jean Pierre Bergeret (1751-1813) - J.Berggren - Jacob Berggren (1790-1868) - Bergius - Peter Jonas Bergius (1730-1790) - Berk. - Miles Joseph Berkeley (1803-1889) - Berl. - Augusto Napoleone Berlese (1864-1903) - Bernard - Pierre Frédéric Bernard (1749-1825) - Bernh. - Johann Jakob Bernhardi (1774-1850) - Berth. - Sabin Berthelot (1794-1880) - Bertol. - Antonio Bertoloni (1775-1869) - Bertram - Ferdinand Wilhelm Werner Bertram (1835-1899) - E.W.Berry - Edward Wilber Berry (1875-1945) - Besser - Willibald Swibert Joseph Gottlieb von Besser (1784-1842) - Beyer - Rudolf Beyer (1852-1932) - Biasol. - Bartolomeo Biasoletto (1793-1859) - E.P.Bicknell - Eugene Pintard Bicknell (1859-1925) - Bieb. → M.Bieb. - M.Bieb. - Friedrich August Marschall von Bieberstein (1768-1826) - Bigelow - Jacob Bigelow (1787-1879) - Bihari - Gyula Bihari (1889-?) - Billot - Paul Constant Billot (1796-1863) - Binz - August Binz (1870-1963) - Birdw. - George Christopher Molesworth Birdwood (1832-1917) - Biria - J. A. J. Biria (1789-?) - Bischoff - Gottlieb Wilhelm Bischoff (1797-1854) - Biv. - Antonius de Bivona-Bernardi (1774-1837) - Bl. → Blume - Blakelock - Ralph Anthony Blakelock (1915-1963) - Blakeslee - Albert Francis Blakeslee (1874-1954) - Blanc - Albert A. Blanc (1850-1928) - Blanche - Emanuel Blanche (1824-1908) - Blanco - Francisco Manuel Blanco (1778-1845) - Blečić Vilotije Blečić (1911-1981) - Błocki - Bronislaw Błocki (1857-1919) - Bloxam - Andrew Bloxam (1801-1878) - Bluff - Mathias Joseph Bluff (1805-1837) - Blume - Carl Ludwig von Blume (1796-1862) - A.Blytt - Axel Gudbrand Blytt (1843-1898) - Blytt - Mathias Numsen Blytt (1789-1862) | - Bobrov - Evgenij Grigorievicz Bobrov (1902-1983) - Boedijn - Karel Bernard Boedijn (1893-1964) - Boehmer - Georg Rudolf Boehmer (1723-1803) - Boenn. - Clemens Maria Franz von Boenninghausen (1785-1864) - Boiss. - Pierre Edmond Boissier (1810-1885) - Boivin - Louis Hyacinthe Boivin (1808-1852) - Bojer - Wenceslas Bojer (1797-1856) - F.Bolle - Friedrich Franz August Albrecht Bolle (*1905) - A.Bolòs - Antonio de Bolòs y Vaireda (1889-1975) - O.Bolòs - Oriol de Bolòs (*1924) - Bolton - James Bolton (1758-1799) - L.Bolus - Harriet Margaret Louisa Bolus (1877-1970) - Bon - Marcel Bon - Bonap. - Roland Napoléon Bonaparte (1858-1924) - Bondartsev - Appollinaris Semenovich Bondartsev (1877-1968) - Bong. - August Gustav Heinrich von Bongard (1786-1839) - Bonjean - Joseph Bonjean (1780-1846) - Bonnet - Edmond Bonnet (1848-1922) - Bonnier - Gaston Eugène Marie Bonnier (1853-1922) - Bonpl. - Aimé Jacques Alexandre Bonpland (1733-1858) - Bonord. - Hermann Friedrich Bonorden (1801-1884) - Boom - Boudewijn Karel Boom (1903-1980) - Booth - William Beattie Booth (ca. 1804-1874) - Borbás - Vincze von Borbás (1844-1905) - Bord. - Henri Bordère (1825-1889) - Bordères - O. Bordères-Rey - Bordzil. - Eugen Iwanowitsch Bordzilowski (1875-1949) - Boreau - Alexandre Boreau (1803-1875) - Borhidi - Attila L. Borhidi (*1932) - Boriss. - Antonina Georgievna Borissova-Bekrjaševa (1903-1970) - Borja - José Borja Carbonell (*1903) - Borkh. - Moritz Balthasar Borkhausen (1760-1806) - Börner - Carl Julius Bernhard Börner (1880-1953) - Bornm. - Joseph Friedrich Nicolaus Bornmüller (1862-1948) - Boros - Ádám Boros (1900-1973) - Borrer - William Borrer (1781-1862) - Bory - Jean Baptiste Georges Geneviève Marcellin Bory de Saint-Vincent (1778-1846) - Borza - Alexandru Borza (1887-1971) - Borzì - Antonino Borzì (1852-1921) - Bosc - Louis Augustin Guillaume Bosc (1759-1828) - Bosse - Julius Friedrich Wilhelm Bosse (1788-1864) - Botsch. - Victor Petrovič Botschantzev (1910-1990) - C.D.Bouché - Carl David Bouché (1809-1881) - Boud. - Jean Louis Emile Boudier (1828-1920) - Boulay - Jean Nicolas Boulay (1837-1905) - Bourdot - Hubert Bourdot (1861-1937) - Bourg. → Bourgeau - Bourgeau - Eugène Bourgeau (1813-1877) - Boutigny - Jean François Désiré Boutigny (1820-1884) - Boutelou - Estéban Boutelou (1776-1813) - Bouvet - Georges Bouvet (1850-1929) - Bres. - Giacopo Bresàdola (1847-1929) - Broome - Christopher Edmund Broome (1812-1886) - N.E.Br. - Nicholas Edward Brown (1849-1934) - R.Br. - Robert Brown (1773-1858) - R.Br.bis - Robert Brown (1820-1906) - R.Br.ter - Robert Brown (1842-1895) - S.Br. - Stewardson Brown (1867-1921) - Brack. → Brackenr. - Brackenr. - William Dunlop Brackenridge (1810-1893) - M.E.Bradshaw - Margaret Elizabeth Bradshaw (*1926) - Brand - August Brand (1863-1930) - Brandegee - Townshend Stith Brandegee (1843-1925) - Brandis - Dietrich Brandis (1824-1907) - D.Brândză - Dimitrie Brândză (1846-1895) - A.Braun - Alexander Carl Heinrich Braun (1805-1877) - G.Braun - Gottlieb Braun (1821-1882) - H.Braun - Heinrich Braun (1851-1920) - J.Braun → Br.-Bl. - Br.-Bl. - Josias Braun-Blanquet (1884-1980) - Bravo - Helia Bravo Hollis (1901-2001) - Breedlove - Denis E. Breedlove (*1939) - Bref. - Julius Oscar Brefeld (1839-1925) - Breistr. - Maurice A.F. Breistroffer (1910-1986) - Brenan - John Patrick Micklethwait Brenan (1917-1985) - Bres. - Giacopo Bresàdola (1847-1929) - Bresinsky - Andreas Bresinsky (1935- ) - Brid. - Samuel Elisée Bridel-Brideri (1761-1828) - V.Brig. - Vincenzo Briganti (1766-1836) - Briganti → V.Brig. - Brign. - Giovanni de Brignoli di Brunnhoff (1774-1857) - Briot - Pierre Louis Briot (1804-1888) - Brinkmann - Wilhelm Brinkmann - Briq. - John Isaac Briquet (1870-1931) - Brittinger - Christian Casimir Brittinger (1795-1869) - Britton - Nathaniel Lord Britton (1859-1934) - Britzelm. - Max Britzelmayer (1839-1909) - Brond. - Louis de Brondeau (1794-1859) - Brongn. - Adolphe Théodore Brongniart (1801-1876) - Brot. - Felix de Silva Avellar Brotero (1744-1828) - Brouss. - Pierre Marie Auguste Broussonet (1761-1807) - Browicz - Kasimierz Browicz (*1925) - Brügger - Christian Georg Brügger (1833-1899) - Brullo - Salvatore Brullo (*1947) - Brumh. - Phillipp Brumhard (1879-?) - Brumm. - Johannes van Brummelen (1932- ) - Brummitt - Richard Kenneth Brummitt (*1937) - Brunet - Louis Ovide Brunet (1826-1876) - Bubani - Pietro Bubani (1806-1888) - Buch - Christian Leopold von Buch (1774-1853) - Buch.-Ham. - Francis Buchanan-Hamilton (1762-1829) - Buchanan-White - Francis Buchanan-White (1842-1894) - Buchegger - Josef Buchegger (1886-?) - Buchholz - Feodor Vladimirovic Buchholz (1872-1924) - J.Buchholz - John Theodore Buchholz (1888-1951) - Buchinger - J. D. Buchinger (1803-1888) - Buckl. → Buckley - Buckley - Samuel Botsford Buckley (1809-1884) - H.Buek - Heinrich Wilhelm Buek (1796-1878) - Buffon - Georges Louis Leclerc de Buffon (1707-1788) - Buhse - Friedrich Alexander Buhse (1821-1898) - Bull. - Jean Baptiste Francois Bulliard (1752-1793) - Bunge - Alexander Andrejewitsch von Bunge (1803-1890) - Burds. - Harold H. Burdsall (*1940) - W.C.Burger - William Carl Burger (*1932) - Burgeff - Hans Burgeff (1883-1976) - Burgsd. - Friedrich August Ludwig von Burgsdorff (1747-1802) - Burl. - Gertrude Simmons Burlingham (1872-1952) - Burm. - Johannes Burman (1707-1779) - Burm. fil. - Nicolaas Laurens Burman (1734-1793) - Burnat - Émile Burnat (1828-1920) - Burnett - Gilbert Thomas Burnett (1800-1835) - B.L.Burtt - Brian Laurence Burtt (*1913) - N.Busch - Nicolaĭ Adolfowitsch Busch (1869-1941) - Buschm. - Adolphine Buschmann (1908-1989) - Buser - Robert Buser (1857-1931) - Bush - Benjamin Franklin Bush (1858-1937) - J.C.Buxb. - Johann Christian Buxbaum (1693-1730) - Bykov - Boris Aleksandrovich Bykov (1910-1990) - Böcher - Tyge Wittrock Böcher (1909-1983) - Børgesen - Frederik Børgesen (1866-1956) |

### C
| - Caball. - Arturo Caballero (1877-1950) - Cadevall - Juan Cadevall y Díars (1846-1921) - Cajander - Aimo Kaarlo Cajander (1879-1943) - Caldas - Francisco José de Caldas (1768 - 1816) - Caldesi - Ludovico Caldesi (1821-1884) - Calestani - Vittorio Calestani (1882-?) - Caley - George Caley (1770-1829) - Camb. - Jacques Cambessèdes (1799-1863) - Campd. - Francisco Campderá (1793-1862) - A.Camus - Aimée Antoinette Camus (1879-1965) - E.G.Camus - Edmond Gustave Camus (1852-1915) - C.DC. - Anne Casimir Pyrame de Candolle (1836-1918) - A.DC. - Alphonse Pyrame de Candolle (1806-1893) - DC. - Augustin Pyrame de Candolle (1778-1841) - Cañigueral - Juan Cañigueral Cid (*1912) - Cannon - John Francis Michael Cannon (*1930) - Cantor - Theodore Edward Cantor (1809-1860) - Cariot - Antoine Cariot (1820-1883) - Carow - Thomas Carow (*19??) - Carr. → Carrière - Carrière - Élie Abel Carrière (1818-1896) - Carruth. - William Carruthers (1830-1922) - Caruel - Théodore Caruel (1830-1898) - Carvajal - Hernandez Servando Carvajal - Carver - George Washington Carver - Casper - S. Jost Casper - Cass. - Alexandre Henri Gabriel de Cassini - Cav. - Antonio José Cavanilles (1745-1804) - Ceballos - Luis Ceballos Fernandez de Cordoba - Cerv. - Vincente de Cervantes (1749?-1829) - Cesalpino - Andrea Cesalpino - Ces. - Vincenzo Cesati (1806-1883) - Cham. - Adelbert von Chamisso - Cham. - Louis Charles Adelaïde Chamisseau de Boncourt - Y.T.Chang - Yong Tian Chang - T.B.Chao - Tien Bung Chao - Chapm. - Alvin Wentworth Chapman - C.Y Cheng - Ching Yung Cheng - W.C.Cheng - Wan Chun Cheng - W.T.Cheng - Wu Tsang Cheng | - A.Chev - Auguste Jean Baptiste Chevalier (1873-1956) - C.Chr. - Carl Christensen (1872-1942) - K.I.Chr. - Knud Ib Christensen - Christ - Konrad Hermann Heinrich Christ (1833-1933) - D.H.Christ - D.H. Christ - H.Christ - Konrad Hermann Christ - M.P.Christ. - Mads Peter Christiansen (1889-1975) - M.S.Christ. - Mogens Skytte Christiansen (1918- ) - Chrtek - Jindřich Chrtek (*1930) - Chun - Woon Young Chun - Cif. - Raffaele Ciferri (1897-1964) - Clairv. - Joseph Philippe de Clairville - C.B.Clarke - Charles Baron Clarke - Clémençon - Heinz Clémençon (1935- ) - Clemente - Simon de Rojas Clemente y Rubio - Clem. - Mordecai Cubitt Clements (1874-1945) - Clus. - Charles de l'Ecluse - Collinson - Peter Collinson FRS - Coltm.-Rog. - Charles Coltman-Rogers - Coode - Mark James Coode - Cooke - Mordecai Cubitt Cooke (1825-1914) - Coombe - David Edwin Coombe - Corda - August Karl Joseph Corda (1809-1872) - Coult. - Thomas Coulter - J.M.Coulter - John Merle Coulter - Cout. - Antonio Xavier Pereira Coutinho - Craib - William Grant Craib - Cristur. - Ioan Cristurean - Critchf. - William Burke Critchfield - Cronq. - Arthur John Cronquist - Cullen - James Cullen - Cummins - George Baker Cummins (1904- ) - A.Cunn. - Allan Cunningham - G.Cunn. - Gordon Herriot Cunningham (1892-1962) - M.A.Curtis - Moses Ashley Curtis - Curtis - William Curtis - Czern. - Vassili Matveievitch Czerniajew (1796-1871) |

### D
| - Dahl - Anders Dahl - Dallim. - William Dallimore - Dalziel - John McEwan Dalziel (1872-1948) - David - Armand David - W.T.Davis - William Thompson Davis - D.Don - David Don - De Bary - Anton de Bary - Decne. - Joseph Decaisne - de Jonch. - Gerardus J. de Joncheere (1909-1989) - P.C.DeJong - P.C. DeJong - Delarbre - A. Delarbre (1724-1813) - Delavay - Pierre Jean Marie Delavay - Deless. - Jules Paul Benjamin Delessert - Delip. - Dimitàr Danailov Delipavlov - De Puydt - Paul Émile de Puydt - Dermek - A. Dermek (1925-1989) - Desf. - René Louiche Desfontaines - Desm. - Jean Baptiste Desmazières (1786-1862) - Desv. - Nicaise Auguste Desvaux (1784-1856) - de Vriese - Willem Hendrik de Vriese - Didr. - Ferdinand Didrichsen (1814-87) - Dieck - Georg Dieck - Diels - Friedrich Ludwig Diels - A.Dietr. - Albert Gottfried Dietrich (1795-1856) - F.Dietr. - Friedrich Gottlieb Dietrich - Dill. - Johann Jacob Dillenius - B.Y.Ding - Bing Yang Ding - Dipp. - Leopold Dippel - Dippel - Leopold Dippel | - Djav.-Khoie - Karim Djavanchir-Khoie - B.O.Dodge - Bernard Ogilvie Dodge (1872-1960) - Dodoens - Rembert Dodoens - Domański - Stanislaw Domański (1916-1993) - Domin - Karel Domin - Don - George Don - G.Don - George Don jr. - Q.Z.Dong - Quan Zhong Dong - Donn - James Donn - Dorr - Laurence J. Dorr - Dostál - Josef Dostál (1903-1999) - Dougl. - David Douglas - Douglas - David Douglas - Downie - Dorothy Downie - Drake - Emmanuel Drake del Castillo - Dring - Donald M. Dring (1932-1978) - Dryand. - Jonas C. Dryander - Duch. - Pierre Étienne Simon Duchartre - Dum. - → Dumort. - Dumort. - Barthélemy Charles Joseph Dumortier (1797-1878) - Dum.Cours. - George Dumont de Course - Dun. - Michel Felix Dunal - Dunal - Michel Felix Dunal - A.Duncan - Andrew Duncan - W.H.Duncan - Wilbur Howard Duncan - Dunn - Stephen Troyte Dunn - Durand - Elias Magloire Durand - Dur. - Michel Charles Durieu de Maisonneuve (1796-1878) - Duthie - John Firminger Duthie - Du Tour - Du Tour de Salvert |

### E
| - Eames - Edwin Hubert Eames (1865-1948) - Earle - Franklin Sumner Earle (1856-1929) - Eastw. - Alice Eastwood - Eberm. - Johann Erdwin Christopher Ebermaier 1769-1825) - Eckl. - Christian Friedrich (Frederik) Ecklon (1795-1868) - Eggert - Heinrich Karl Daniel Eggert (1841-1904) - Eggli - Urs Eggli (*1959) - Ehrh. - Jakob Friedrich Ehrhart (1742-1795) - Ehrenb. - Christian Gottfried Ehrenberg (1795-1876) - Ehrend. - Friedrich Ehrendorfer (*1927) - Eichl. - August Wilhelm Eichler - Eichler - August Wilhelm Eichler (1839-1887) - Eig - Alexander Eig | - Ekmanig - Erik Leonard Ekman (1883-1931) - Ellis - Job Bicknell Ellis (1829-1905) - Elliott - Stephen Elliott (1771-1830) - Elwes - Henry John Elwes - Elwert - Johann Caspar Philipp Elwert (1760-1827) - Emory - William Emory - Endl. - Stephan Ladislaus Endlicher - Engelm. - George Engelmann - Engler eller Engl. - Heinrich Gustav Adolf Engler (1844-1930) - Ehrh. - Jakob Friedrich Ehrhart (1742-1795) - Eschsch. - Johann Friedrich Gustav von Eschscholtz (1793-1831), også Esch. - Ettingsh. - Constantin von Ettingshausen - Everh. Benjamin Matlack Everhart (1818-1904) - Ewan - Joseph Andorfer Ewan |

### F
| - Faber - Theol Faber - Facchini - Francesco Facchini (1788-1852) - D.Fairchild - David Fairchild - Falc. - Hugh Falconer - W.P.Fang - Wen Pei Fang - Farges - Paul Farges - Farjon - Aljos K. Farjon - Farw. - Oliver Atkins Farwell (1867-1944) - Fayod - Victor Fayod (1860-1900) - Fée - Antoine Laurent Apollinaire Fée (1789-1874) - O.Fedtsch. - Olga Alexandrovna Fedtschenko - K.M.Feng - Kuo Mei Feng - Fenzl - Edward Fenzl - Fern. - Merritt Lyndon Fernald - Fernald - Merritt Lyndon Fernald - Ferré - Yvette de Ferré - Fiori - Adriano Fiori - Fisch. - Friedrich Ernst Ludwig von Fischer - Fitschen - Jost Fitschen - Fitzp. - Harry Morton Fitzpatrick (1886-1949) - Florin - Carl Rudolf Florin - Flous - Fernande Flou - F.B.Forbes - Francis Blackwell Forbes - Forbes - John Forbes | - Forrest - George Forrest - Forssk. - Peter Forsskål - G.Forst. - Johann Georg Adam Forster - J.R.Forst. - Johann Reinhold Forster - Fort. - Robert Fortune - Fortune - Robert Fortune - Franch. - Adrien René Franchet - Franco - Joao do Amaral Franco - Fraser - John Fraser - Frém. - John Charles Frémont - Fresen. - Johann Baptist Georg Wolfgang Fresenius (1808-1866) - Fr. - Elias Magnus Fries - R.E.Fr. - (Klas) Robert Elias Fries (1876-1966) - Th.Fr. - Theodor [Thore] Magnus Fries (1832-1913) - T.C.E. Fr. - Thore Christian Elias Fries (1886-1930) - Frid. - Kristian Friderichsen (1853-1932) - Friis – Ib Friis - Fritsch - Karl Fritsch (1864-1934) - Friv. - Imre Frivaldszky - Frost - Charles Christopher Frost (1805-1880) - J.Frost - John Frost (1803-1840) - L.K.Fu - Li Kuo Fu - L.Fuchs - Leonhart Fuchs - Fuckel - Karl Wilhelm Gottlieb Leopold Fuckel (1821-1876) |

### G
| - Gaertn. - Joseph Gaertner (1732-1791) - Gagnep. - François Gagnepain (1866-1952) - Gal. - Henri Guillaume Galeotti (1814-1858) - Galeotti - Henri Guillaume Galeotti (1814-1858) - Gambel - William Gambel - Gams - Helmut Gams (1893-1976) - Gäum. - Ernst Gäumann (1893-1963) - Garcke - Friedrich August Garcke (1819-1904) - Gaudich. - Charles Gaudichaud-Beaupré (1789-1864) - Gaussen - Henri Marcel Gaussen (1891-1981) - Gavioli - Orazio Gavioli (1871-1944) - Gay C. - Claude Gay 1800-1873) - Gay J. - Jacques Etienne Gay (1786-1864) - Gaynor - B.D. Gaynor (1987- ) - Gelting - Paul Gelting (1905-1964) - Genev. - Leon Gaston Genevier (1830-1880) - Gentry - Howard Scott Gentry (1903-1993) - J.Gerard - John Gerard (1545-1612) - Gesner - Conrad von Gesner (1516-1565) - G. G. - Jean Charles Marie Grenier & Dominique Alexandre Godron - Ghini - Luca Ghini (1490-1566) - E.-J.Gilbert - Edouard-Jean Gilbert (1888-?) - Gilb. - Robert Lee Gilbertson (1925- ) - Gilg - Ernest Friedrich Gilg (1867-1933) - Gill. - John Gillies (1747-1836) - Gillet - Claude-Casimir Gillet (1806-1896) - Gilomen – Hans Gilomen (1886-1940) - Giraldi - Giuseppe Giraldi - Gleason - Henry Allan Gleason (1882-1975) | - Gled. - Johann Gottlieb Gleditsch (1714-1786) - Glend. - Robert Glendenning (1805-1862) - C.C.Gmel. - Karl Christian Gmelin (1762-1837) - J.F.Gmel. - Johann Friedrich Gmelin (1748-1804) - J.G.Gmel. - Johann Georg Gmelin (1709-1755) - S.G.Gmel. - Samuel Gottlieb Gmelin (1744-1774) - Godr. - Dominique Alexandre Godron (1807-1880) - Goldman - Edward Alphonso Goldman (1873-1946) - Gord. - George Gordon (botanist) (1806-1879) - Gordon - George Gordon (botanist) (1806-1879) - Gouan - Antoine Gouan (1733-1821) - Graebn. - Karl Otto Graebner (1871-1933) - A.Gray - Asa Gray (1810-1888) - Gray - Samuel Frederick Gray (1766-1828) - Greene - Edward Lee Greene (1843-1915) - B.D.Greene - Benjamin Daniel Greene (1793-1862) - Gren. - Jean Charles Marie Grenier (1808-1875) - Grev. - Robert Kaye Greville (1794-1866) - Griff. - William Griffiths (1810-1845) - Griseb. - August Grisebach (1814-1879) - Grossh. - Alexander Alfonsovich Grossheim (1888-1948) - Guett. - Jean Étienne Guettard (1715-1786) - Guill. - Jean Baptiste Antoine Guillemin (1796-1842) - Gunn. - Johann Ernst Gunnerus (1718-1773) - Gunckel Hugo Gunckel Luer (1901-1997) - Gunnerus - Johann Ernst Gunnerus (1718-1773) - Gürke - Robert Louis August Maximilian Gürke (1854-1911) - Guss. - Giovanni Gussone (1787-1866) - Guzmán - Guzmán (1938- ) |

### H
| - Haenke - Thaddeus Peregrinus Haenke - Hagerup - Olaf Hagerup - Haller - Victor Albrecht von Haller [1708-1777] - J.R.Haller - John Robert Haller (1930-) - Hance - Henry Fletcher Hance - Hand.-Mazz. - Heinrich Handel-Mazzetti - E.C.Hansen - Emil Christian Hansen (1842-1909) - Hansf. - Clifford George Hansford (1900-1966) - Hara - Kanesuke Hara - Harbarth - Peter Harbarth (*19??) - Hark - Harvey Wilson Harkness (1821-1901) - Harms - Hermann August Theodor Harms (1870-1942) - Hartm. - Carl Johann Hartmann (1790-1849) - Hartw. - Karl Theodor Hartweg - Hassk. - Justus Carl Hasskarl - Hatus. - Sumihiko Hatusima - Haw. - Adrian Hardy Haworth - D.Hawksw. - David Leslie Hawksworth (1946- ) - Hawksw. - Frank Goode Hawksworth - Hayashi - Yasaka Hayashi - Hayata - Bunzo Hayata - Hayek - August von Hayek (1871-1928) - H.B.K. - Humboldt, Bonpland og Kunth - Hedge - Ian Charleson Hedge - Hedw. - Johann Hedwig (1730-1799) - R.Hedw. - Romanus Adolf Hedwig (1772-1806) - Heer - Oswald Heer (1809-1883) - Heilborn - Otto Heilborn (1892-1943) - R.Heim - Roger Heim (1900-1979) - Heinem. - Paul Heinemann (1916-1996) - Hegetschw. - Johannes Jacob Hegetschweiler (1789-1839) - Heldr. - Theodor Heinrich von Heldreich - Hensl. - John Stevens Henslow - Hers - Joseph Hers - H. & B. - Humboldt og Bonpland - H.Hara - Hiroshi Hara - A.Henry - Augustine Henry - Hickel - Paul Robert Hickel | - Hiern - William Philip Hiern - Hildebr. - Friedrich Hermann Gustav Hildebrand - Hill - John Hill (1707 bis 21.11.1775) - E.J.Hill - Ellsworth Jerome Hill - Hjelmq. - Karl Jesper Hjelmquis - H.Lindb. - Harald Lindberg - Hochst. - Christian Ferdinand Hochstetter - Hoess - Franz Höss - Hoffm. - Franz Georg Hoffmann (1761-1826) - Hoffmanns. - Johann Centurius von Hoffmannsegg - Hohen. - Rudolph Friedrich Hohenacker - Höhn. - Franx Xaver von Höhnel (1852-1920) - Holford - Sir George Holford - Holmboe - Jens Holmboe - Holmsk. - Johan Theodor Holmskjold (1732-1794) - J.M.Hook - James Mon van Hook (1870-1935) - Hook. → Hooker - W.Hook. - William Hooker - Hook.f. - Joseph Dalton Hooker (1817-1911) - Hooker - William Jackson Hooker (1785-1865) - Horan. - Paul Fedorowitsch Horaninow (1796-1865) - Hornem. - Jens Wilken Hornemann (1770-1841) - Hort. - Hortorum - Höss - Franz Höss - Host - Nicolaus Thomas Host - Houtt. - Maarten Willem Houttuyn (1720-1798) - J.T.Howell - John Thomas Howell - Y.C.Hsu - Yung Chun Hsu - Hu - Hu Hsien-Hsu - C.C.Huang - Cheng Chiu Huang - Hubeny - Joseph Hubeny - Huds. → Hudson - Hudson - William Hudson (1730-1793) - Humb. - Alexander von Humboldt - P.F.Hunt - Peter Francis Hunt (1936-) - Hutch. - John Hutchinson (1884-1972) - Hy - Félix Charles Hy |

### I
| - S.Imai - Sanshi Imai (1900- ) - Ito - Keisuke Ito | - S.Ito - Seiya Ito (1883-1962) - T.Itô - Tokutarô Itô |

### J
| - A.B.Jackson - Albert Bruce Jackson (1876-1947) - Jacq. - Nicolaus Joseph von Jacquin (1727-1817) - Jacz. - Arthur Louis Arthurovic de Jaczewski(1863-1923) - E.James - Edwin James - Jaub. - Hippolyte François Jaubert - Jeffrey - John Frederick Jeffrey - Jeps. - William Linn Jepson - K.Jess. - Knud Jessen (1884-1971) - Jiménez - Oton Jiménez 1895-1988 - Johanson - Carl Johan Johanson (1858-1888) - I.M.Johnston - Ivan Murray Johnston | - Jones - William Jones (1746-1794) - Joss. - Marcel Josserand (1900-1992) - Jungh. - Franz Wilhelm Junghuhn (1809-1864) - Juss. - Antoine Laurent de Jussieu (1748-1836) - A.Juss. - Adrien Henri Laurent de Jussieu (1797-1853) - Adr.Juss. → A.Juss. - Ant.Juss. - Antoine de Jussieu (1686-1758) - B.Juss. - Bernard de Jussieu - C.A.Jørg. - Carl Adolf Jørgensen (1899-1968) |

### K
| - K.I.Chr. - Knud Ib Christensen (1955-2012) - Kaempf. - Engelbert Kaempfer - Kalchbr. - Károly Kalchbrenner (1807-1886) - Kalm - Pehr Kalm - Kallenb. - Franz Kallenbach (1893-1944) - Kaneh. - Ryozo Kanehira - H.Karst. - Gustav Karl Wilhelm Hermann Karsten (1817-1908) - P.Karst. - Petter Adolf Karsten (1834-1917) - Kauffman - Calvin Henry Kauffman (1869-1931) - Keck - Karl Keck (1825-1894) - Kellogg - Albert Kellogg - Ker Gawl. - John Bellenden Ker Gawler (1764-1842) - J.J.Kickx - Jean Jacques Kickx (1842-1887) - J. Kickx f. - Jean Kickx (1803-1864) - Killerm. - Matthias Sebastian Killermann (1870-1956) - King - George King - Kingdon-Ward - Francis Kingdon Ward - Kippist - Richard Kippist (1812-1882) - G.Kirchn. - Georg Kirchner - J.Kirk - Sir John Kirk - Kirschst. - Wilhelm Kirschstein (1863-1946) - Kit. - Paul Kitaibel - Kitag. - Masao Kitagawa - Kleb. - Heinrich Klebahn (1859-1942) - Klein - Erich Klein (*19??) - Klotzsch - Johann Friedrich Klotzsch (1805-1860) - Kniep - Hans Kniep (1881-1930) | - Knobl. - Emil Friedrich Knoblauch (1864-1936) - W.C.Ko - Wan Chang Ko - W.D.J. Koch - Wilhelm Daniel Joseph Koch - K.Koch - Karl Heinrich Koch - Koehne - Emil Bernhard Koehne - J.Koenig – Johann Gerhard König (1728–1785) - K.D.Koenig - Karl Dietrich Eberhard Koenig (1774-1851) - Kohlm. - Jan Kohlmeyer - Koidz. - Gen-Iti Koidzumi - Kom. - Vladimir Leontjevich Komarov - Konrad - Paul Konrad (1877-1948) - Kop. - Timo Juhani Koponen (1939-) - Körn. - Friedrich August Körnicke (1828-1908) - Korhonen - Kari Korhonen (1943- ) - Korth. - Pieter Willem Korthals - Kotl. - František Kotlaba (1927- ) - Kotschy - Karl Theodor Kotschy - Krombh. - Julius Vincenz von Krombholz (1782-1843) - C.T.Kuan - Chung Tian Kuan - Kudo - Yoshun Kudo - Kühner - Robert Kühner (1904-1996) - P.Kumm. - Paul Kummer (1834-1912) - Kunth - Carl Sigismund Kunth (1788-1850) - Kuntze - Carl Ernst Otto Kuntze (1843-1907) - Kunze - Gustav Kunze (1793-1851) - Kurz - Wilhelm Sulpiz Kurz - Kusaka - Masao Kusaka - Køie - Mogens Køie (1911-2000) |

### L
| - Labill. - Jacques Julien Houtton de Labillardière - Lacass. - Marcel Lacassagne - Laest. - Lars Levi Læstadius - Lag. - Mariano Lagasca y Segura (1776-1839) - Lagerh. - Niels Gustav Lagerheim (1860-1926) - Laguna - Maximo Laguna y Villanueva - Lam. - Jean Baptiste de Monnet de Lamarck - Lamk. - Jean Baptiste de Monnet de Lamarck - Lamb. - Aylmer Bourke Lambert - Lancaster - Roy Lancaster - Landt - Jørgen Landt - J.E.Lange - Jakob Lange (1864-1941) - Lange - Johan Martin Christian Lange - Lanner - Ronald M. Lanner - Lasch - Wilhelm Gottfried Lasch (1787-1863) - Laughlin - Kendall Laughlin - Lauth - Thomas Lauth - Y.W.Law - Yuh Wu Law - Lawson - Peter Lawson - Leclair - A. Leclair - Lecompte - Marius Lecompte - Lecomte - Paul Henri Lecomte - Ledeb. - Karl Friedrich von Ledebour - S.K.Lee - Shu Kang Lee - Lehm. - Johann Georg Lehmann - Lem. - Charles Lemaire - Lemm. - John Gill Lemmon - Lemmon - John Gill Lemmon - Lenz - Harald Othmar Lenz (1798-1870) - Letell. - Jean Baptiste Letellier (1817-1898) - H.Lév. - Augustin Hector Léveillé - Lév. - Joseph-Henri Léveillé (1796-1870) | - Lib. - Marie Anne Libert (1782-1865) - L. - Carl von Linné (1707-1778) - L. f. - Carl von Linné jr. - L'Hér. - Charles L'Héritier de Brutelle - X.W.Li - Xing Wen Li - H.Li - Hen Li - Liais - Emmanuel Liais - J.C.Liao - Jih Ching Liao - Liebl. - Franz Caspar Lieblein - Liebm. - Frederik Liebmann - Limpr. - Karl Gustav Limpricht - Lindau - Gustav Lindau (1866-1923) - Lindl. - John Lindley - Ling - Yong Yuan Ling - Link - Johann Heinrich Friedrich Link (1767-1851) - Liou - Tcheng Ngo Liou - Litsch. - Viktor Litschauer (1879-1939) - Little - Elbert Luther Little - T.S.Liu - Tung Shui Liu - Loes. - Ludwig Eduard Loesener - Lojac. - Michele Lojacono-Pojero - Lönnrot - Elias Lönnrot - Loock - E.E.M. Loock - G.Lopez - Ginez Alejandro Lopez Gonzalez - Locq. - Marcel Locquin - Loud. - John Claudius Loudon - Loudon - John Claudius Loudon - J.W.Loudon - Jane Wells Loudon - Lowe - Richard Thomas. Lowe - Lüth - Michael Lüth (*1955) - Lund. - Seth Lundell (1892-1966) - Lönnrot - Elias Lönnrot |

### M
| - Ma - Yu Chuan Ma (1916- ) - Maas Geest. - Rudolf Arnold Maas Geesteranus (1911- ) - Macoun - John Macoun - Madrigal - Xavier Madrigal-Sanchez - Magnus - Paul Wilhelm Magnus (1844-1914) - Maire - René Charles Maire (1878-1949) - Mak. - Tomitaro Makino - Makino - Tomitaro Makino - Marcy - Randolph Barnes Marcy - Maréchal - Robert Joseph Jean-Marie Maréchal (1926- ) - Maries - Charles Maries - Marsh. - Humphrey Marshall - Marshall - Humphrey Marshall - Mart. & Gal. - Martens e Galeotti - P.M.D.Martin - Philip Michael Dunlop Martin - Martinez - Maximino Martinez - Mart. - Carl Friedrich Philipp von Martius - J.Martyn - John Martyn - Martinov - Ivan Ivanovič Martinov fl. (1820) - C.Massal. - Caro Benigno Massalongo (1852-1928) - Massee - George Edward Massee (1850-1917) - Masson - Francis Masson - Mast. - Maxwell Tylden Masters - Matsum. - Jinzô Matsumura - Matt. - Heinrich von Mattuschka (1734–1779) - Mattei - Giovanni Ettore Mattei (1865–1943) - Mattf. - Johannes Mattfeld (1895–1951) - Mattick - Fritz Mattick (1901–1984) - Mattioli – Pietro Andrea Mattioli (1501–1577) - Mattir. - Oreste Mattirolo (1856-1947) - Matuda - Eizi Matuda - Maubl. - André Maublanc (1880-1958) - Mauri - Ernesto Mauri - Maxim. - Carl Maximowicz - Mayr - Heirich Mayr - MB. → M.Bieb. - McAlpine - Daniel McAlpine (1849-1932) - McVaugh - Rogers McVaugh - Med. → Medicus - Medicus - Friedrich Casimir Medicus (1736-1808) - Medikus → Medicus - Medw. - Jakob Sergejevitch Medwedew - Meikle - Robert Desmond Meikle - Melville - Ronald Melville - Melvin - Lionel Melvin - Mendel - Gregor Mendel - Menitsky - Ju. L. Menitsky - Mentz - August Mentz (1867-1944) - Menzies - Archibald Menzies - Mereschk. - Konstantin Merezhkovsky | - Merr. - Elmer Drew Merrill - Merriam - Clinton Hart Merriam - F.P.Metcalf - Franklin Post Metcalf - C.A.Mey. - Carl Anton von Meyer - E.Mey. - Ernst Meyer - Meyen - Franz Meyen - Mez - Carl Christian Mez - P.Micheli - Pier Antonio Micheli (1679-1737) - Michx. - André Michaux - F.Michx. - François André Michaux - Mill. → Miller - Miller - Philip Miller (1691-1771) - Miq. - Friedrich Anton Wilhelm Miquel - Mirb. - Charles François Brisseau de Mirbel - Mitt. - William Mitten (1819-1906) - Miyabe - Kingo Miyabe - M.Martens - Martin Martens - S.L.Mo - Sin Li Mo - Moench - Conrad Moench (1744-1805) - Mohl - Hugo von Mohl - Mohr – Nicolai Mohr (1742–1790) - D.Mohr – Daniel Matthias Heinrich Mohr (1780–1808) - Möhring - Paul Möhring - Molina - Juan Ignacio Molina - Mont. - Jean François Montagne (1784-1866) - P.Monts. - Pedro Montserrat Recoder - E.H.Moore - Emery Harold Moore - G.Moore - George Thomas Moore - Morelet - Pierre Marie Arthur Morelet - Morgan - Andrew Price Morgan - Morison - Robert Morison - M.M.Moser - Meinhard (Michael) Moser (1924-2002) - Moug. - Jean Baptiste Mougeot (1776-1858) - Mouill. - Pierre Mouillefert - F.Muell. - Ferdinand von Mueller - Muenchh - Otto von Münchhausen - Muhl. - Henry Ernest Muhlenberg - C.H.Muller - Cornelius Herman Müller - C.H.Müll. - Cornelius Herman Müller - C.H.Mull. - Cornelius Herman Müller - O.F.Müll. - Otto Friedrich Müller (1730-1784) - Münchh. - Otto von Münchhausen - Murashk. - K.E. Murashkinsky - Murr. - Johann Andreas Murray - Murray - Johann Andreas Murray - A.Murray bis - Andrew Dickson Murray (1812-1878) - A.E.Murray - Albert Edward Murray - E.Murray - Edward Murray - Murrill - William Alphonso Murrill (1869-1957) |

### N
| - Nägeli - Karl Wilhelm von Nageli - Nakai - Takenoshin Nakai - Nannf. - Johann Axel Nannfeld (1904-1985) - Nash - George Valentine Nash - Neck. - Noel Martin Joseph de Necker (1729-1793) - Née - Luis Née - Nees - Christian Gottfried Daniel Nees von Esenbeck (1776-1858) - T.Nees - Theodor Friedrich Ludwig Nees von Esenbeck (1787-1837) - Neuhoff - Walther Neuhoff (1891-1971) - Nevski - Sergei Arsenjevic Nevski (1908-1938) | - Newb. - John Strong Newberry - Niemelä - Tuomo Niemelä (1940- ) - Nikol. - T. L. Nikolajeva - Nixon - Kevin Clark Nixon - Nordal – Inger Nordal - Noordel. - Machiel Evert Nordeloos (1949- ) - Nordm. - Alexander von Nordmann - Nutt. - Thomas Nuttall (1786-1859) - Nyl. - William Nylander (1822-1899) - Nyman - Carl Frederik Nyman |

### O
| - Oakes - William Oakes (1799-1848) - Obel - Matthias de l'Obel - Oberd. - Erich Oberdorfer - Oberw. - Franz Oberwinkler (1939- ) - Oborny - Adolf Oborny (1840-1924) - Oeder - Georg Christian Oeder (1728-1791) - Oefelein - Hans Oefelein (1905-1970) - Oerst. - Anders Sandøe Ørsted (1816-1872) - Oliv. - Daniel Oliver (1830-1916) - Olivier - Guillaume Antoine Olivier (1756-1814) | - Opat. - Wilhelm Opatowski (1810-1838) - Opiz - Philipp Maximilian Opiz (1787-1858) - Orph. - Theodhoros Georgios Orphanides (1817-1886) - P.D.Orton - Peter D. Orton (1916- ) - Orr - Matthew Young Orr - Ostenf. - Carl Hansen Ostenfeld (1873-1931) - Oudem. - Cornelius Anton Jan Abraham Oudemans (1825-1906) - Overh. - Lee Oras Overholts (1890-1946) |

### P
| - Palau - Antonio Palau y Verdera - Palib. - Ivan Vladimirovich Palibin - Pall. - Peter Simon von Pallas - Palmer - Edward Palmer (botanist) - E.J.Palmer - Ernest Jesse Palmer - Pančić - Josif Pancic - Parbery - D.G. Parbery - Parkinson - Sydney C. Parkinson (1745-1771) - Parl. - Filippo Parlatore - Parmasto - Erast Parmasto (1928- ) - Parry - Charles Christopher Parry - Pass. - Giovanni Passerini (1816-1893) - Paterson - William Paterson (governor) - Pat. - Narcisse Theophile Patouillard (1854-1926) - R.M.Patrick - Ruth Patrick - Patschke - Wilhelm Patschke - Paulet - Jean Jacques Paulet (1740-1826) - Pav - José Antonio Pavón (1754-1844) - Pax - Ferdinand Pax - Peattie - Donald C. Peattie - Pegler - David Norman Pegler (1938- ) - Pérez de la Rosa - Jorge Pérez de la Rosa - Perleb - Karl Julius Perleb (1794–1845) - E.P.Perrier - Henri Perrier de la Bâthie - Pers. - Christian Hendrik Persoon (1761-1836) - R.H.Petersen - Ronald H. Petersen (1934- ) - Petr. - Franz Petrak (1886-1973) - Pfitzer - Ernst Hugo Heinrich Pfitzer (1846–1906) | - W.Phillips - William Phillips (1822-1905) - Pierce - John Hwett Pierce - Pilát - Albert Pilát (1903-1974) - Pilg. - Robert Knud Pilger - Plowr. - Charles Bagge Plowright (1849-1910) - Poech - Josef Poech - Poepp. - Eduard Friedrich Poeppig (1798-1868) - Poggenb. - Justus Ferdinand Poggenburg - Poir. - Jean Louis Marie Poiret - A.Poit. → - Poit. - Pierre Antoine Poiteau (1766-1854) - Pojark. - Antonina Ivanovna Pojarkova - S.H.Pollock - Stephen H. Pollock - Pomel - Auguste Nicolas Pomel - Pourr. → Pourret - Pourret - Pierre André Pourret de Figeac (1754-1818) - Pouzar - Zdeněk Pouzar (1932- ) - C.Presl - → K.Presl - J.Presl - Jan Svatopluk Presl - K.Presl - Karel Bořivoj Presl - Prill. - Edouard Ernest Prillieux (1829-1915) - Pringsh. - Nathanael Pringsheim - E.Pritz. - Ernst Georg Pritzel - Pritz. - George August Pritzel - Purdy - Carlton Elmer Purdy (1861-1945) - Purk. - Emanuel Ritter von Purkyně - Pursh - Frederick Traugott Pursh |

### Q
| - S.Z.Qu - Shi Zeng Qu | - Quél. - Lucien Quélet (1832-1899) |

### R
| - Rabenh. - Gottlob Ludwig (1806-1881) - Racib. - Marjan Raciborski (1863-1917) - Racov. - Andrei Racovitza (1911-) - A.Racov. - Angela Racovitza (1909-) - Raf. → Rafin. - Rafin. - Constantine Samuel Rafinesque-Schmaltz (1783-1840) - Rafn - Carl Gottlob Rafn (1769–1808) - Raithelh. - Jørg H. Raithelhuber - Ramond - Louis François Ramond de Carbonnière - Raper - Kenneth Bryan Raper (1908-1987) - Raunk. - Christen Raunkiær (1860-1938) - Raup - Hugh Miller Raup - Rauwolff - Leonhard Rauwolf - Ray - John Ray - Rebent. - Johann Friedrich Rebentisch (1772-1810) - Rchb. - Ludwig Reichenbach - Rchb.f. - Heinrich Gustav Reichenbach - Rech. - Karl Rechinger - Rech.f. - Karl Heinz Rechinger - Rehd. - Alfred Rehder - Rehder - Alfred Rehder - Rees - Abraham Rees - Regel - Eduard August von Regel - Resvoll - Thekla Resvoll - Retz. - Anders Jahan Retzius (1742-1821) - Reveal - James Lauritz Reveal (1941- ) - Reut. - George François Reuter - A.Rich. - Achille Richard (1794-1852) - Rich. - Louis Claude Marie Richard - Richardson - John Richardson - Rick. - Adalbert Ricken (1851-1921) - Riddell - John Leonard Riddell - Ridl. - Henry Nicholas Ridley | - Risso - Joseph Antoine Risso - Rivas Mart. - Salvador Rivas Martinez - Rob.-Pass. - M.-F. Robert-Passini - Robatsch - Karl Robatsch (1929-2000) - Roberge - Michel Robert Roberge (-1864) - H.Rob. - Harold E. Robinson - Rochel - Anton Rochel - Rock - Joseph Rock - Roezl - Benedict Roezl - D.P.Rogers - Donald Philip Rogers (1908- ) - Rolfe - Robert Allen Rolfe (1855-1921) - Rolland - Leon Louis Rolland (1841-1912) - Romagn. - Henri Romagnesi (1912-1999) - Romell - Lars Gunnar Torgny Romell (1891- ) - Ronse Decr. - Louis-Philippe Ronse Decraene (1988- ) - Roques - Joseph Roques (1772-1850) - Rosenv. - Lauritz Kolderup Rosenvinge (1858-1939) - Rostk. - Friedrich Wilhelm Rostkovius (1770-1848) - Rostr. - Emil Rostrup (1831-1907) - O.Rostr.- Ove Rostrup (1864-1933) - Roum. - Casimir Roumèguere (1828-1892) - Roxb. - William Roxburgh - Royle - John Forbes Royle - Roze - Ernest Roze (1833-1900) - Ruiz - Hipólito Ruiz López (1754-1815) - Rumph. - Georg Eberhard Rumphius - Rupr. - Franz Josef Ruprecht (1814-1870) - Rushforth - K.D. Rushforth - Rydb. - Per Axel Rydberg - Ryvarden - Leif Ryvarden (1935- ) - Rzed. - Jerzy Rzedowski |

### S
| - Sabine - Joseph Sabine - D.Sacc. - Domenico Saccardo (1872-1952) - F.Sacc. - Francesco Saccardo (1869-1896) - Sacc. - Pier Andrea Saccardo (1845-1920) - Sachs - Julius von Sachs - E.Salisb. - Edward James Salisbury - Salisb. - Richard Anthony Salisbury - Salzm. - Philipp Salzmann - Samp. - Gonçalo Antonio da Silva Ferreira Sampaio - Santi - Giorgio Santi - Sarg - Charles Sprague Sargent - W.Saunders - William Saunders - Sauss. - Horace-Bénédict de Saussure - Saut. - Anton Eleutherius Sauter (1800-1881) - Sav. - Paul Amédée Ludovic Savatier - Savigny - Marie Jules César Savigny (1778-1851) - Schaeff. - Jakob Christan Schaeffer - Jul.Schäff. - Julius Schäffer - Scheff. - Rudolph Herman Scheffer - Schelle - Ernst Schelle - Scheidw. - Michael Joseph François Scheidweiler (1799-1861) - Schiede - Christian Julius Schiede - Schimp. - Wilhelm Philipp Schimper - Schleid. - Matthias Jakob Schleiden - Schltdl. - Diederich Franz Leonhard von Schlechtendal - Schltr. - Rudolf Schlechter - Schmalh. - Johannes Theodor Schmalhausen (1849-1894) - F.Schmidt - Friedrich Schmidt - O.Schmidt - Oswald Schmidt - C.K.Schneid. - Camilio Karl Schneider - Schott – Heinrich Wilhelm Schott (1794–1865) - Schottky – Ernst Max Schottky (1888–1915) - Schousb. – Peder Kofod Anker Schousboe (1766–1832) - Schrad. – Heinrich Adolph Schrader (1767–1836) - Schrank – Franz Paula von Schrank (1747–1810) - Schreb. – Johann Christian Daniel von Schreber (1739–1810) - Schrenk – Alexander Gustav von Schrenk (1816–1876) - Schröt. – Carl Joseph Schröter (1855–1939) - J.Schröt. - Joseph Schröter - Schub. – Gotthilf Heinrich von Schubert (1780–1860) - Schuit. – André Schuiteman (født 1960) - Schult. - Josef August Schultes (1773-1831) - Schult.f - Julius Hermann Schultes - F. W. Schultz - Friedrich Wilhelm Schultz - K. Schum. - Karl Moritz Schumann - Schumach. - Heinrich Christian Friedrich Schumacher - T.Schumach. - Trond Schumacher - Schur - Philipp Johann Ferdinand Schur - Schwägr. - Christian Friedrich Schwägrichen (1775-1853) - O.Schwarz - Otto Karl Anton Schwarz - Schwein. - Lewis David von Schweinitz (1780-1834) - Schweinf. - Georg August Schweinfurth (1836-1925) - Schwend. - Simon Schwendener (1829-1919) - Schwer. - Fritz Kurt von Schwerin - Schübl. – Gustav Schübler (1787–1834) - A.Schüssler - Arthur Schüssler - Scop. - Giovanni Antonio Scopoli - Seb. - Francesco Antonio Sebastiani - Seem. - Berthold Carl Seemann - Seemen - Karl Otto von Seemen - P.Selby - Prideaux John Selby - Sendt. - Otto Sendtner - Seneb. - Jean Senebier - Sennen - padre Sennen - S. & Z. - Siebold e Zuccarini - Shaw - George Russell Shaw - G.Shaw - George Shaw - Shear - Cornelius Lott Shear (1865-1956) - Shiras. - Homi Shirasawa - Shumard - Benjamin Shumard | - Sibth. - John Sibthorp (1758-1796) - Sieb. et Zucc. - Siebold e Zuccarini - Siebold - Philipp Franz von Siebold - Siesm. - Heinrich Siesmayer - Silba - John Silba - P.Silva - Antonio Rodrigo Pinto da Silva - Simonk. - Lajos von Simonkai - Singer - Rolf Singer (1906-1994) - P.Singh & V.Singh - P. Singh e V. Singh - Sint. - Paul Ernst Emil Sintenis - Skalický - Vladimír Skalický (1930-1994) - Skan - Sidney Alfred Skan - Skeels - Homer Collar Skeels (1873-1934) - M.W.Skinner - Mark W. Skinner - Sleumer - Hermann Sleumer (1906-1993) - Small - John Kunkel Small - A.H.Smith - Alexander Hanchett Smith (1904-1986) - C.Sm. - Christen Smith - Sm. - James Edward Smith (1759-1828) - L.B.Smith - Lyman Bradford Smith - W.G.Sm. - Worthington George Smith (1835-1917) - W.W.Sm. - William Wright Smith - Snell - Walter Henry Snell (1889-1980) - Soepadmo - Engkik Soepadmo - Sol. - Daniel Carl Solander - Solms - Hermann Maximilian Carl Ludwig Friedrich zu Solms-Laubach (1842-1915) - Sonn. - Pierre Sonnerat - Soo - Karoly Rezso Soo von Bere - Soong - Z.P. Soong - Sorrie - Bruce Sorrie - Sowerby - James Sowerby - Spach - Edouard Spach - Sparrow - Frederick K. Sparrow - Speare - Alden True Speare (1885- ?) - Speg - Carlo Luigi Spegazzini - Spellenb. - Richard William Spellenberg - Sprague - Thomas Archibald Sprague - Spreng. - Kurt Sprengel - Spruce - Richard Spruce - A.Stahl - Agustín Stahl - Standl. - Paul Carpenter Standley - Stapf - Otto Stapf (1857-1933) - Staude - Friedrich Staude ( -1861) - Stearn - William Thomas Stearn - Stebbins - G. Ledyard Stebbins - K.P.Steele - K.P. Steele - Steller - Georg Wilhelm Steller - Sternb. - Kaspar Maria von Sternberg - Sterns - Emerson Ellick Sterns - Steud. - Ernst Gottlieb von Steudel - Steven - Christian von Steven - F.Stevens - Frank Lincoln Stevens - Stewart - Robert Stewart - St.-Amans - Jean Florimond Boudon de Saint-Amans - A.St.-Hil. - Auguste François César Prouvençal de Saint-Hilaire (1779-1853) - J.St.-Hil. - Jean Henri Jaume Saint-Hilaire (1772-1845) - St.-Lag. - Jean Baptiste Saint-Lager - Stockw. - William Palmer Stockwell - Stoj. - Nikolai Andreev Stojanov - Styles - Brian Thomas Styles - Subram. - Chirayathumadom Venkatachalier Subramanian - Sudw. - George Bishop Sudworth - Šutara - Josef Šutara - Svoboda - Pravdomil Svoboda - Svrček - Mirko Svrček - Sw. - Olof Peter Swartz - H.R.Sweet - Herman Royden Sweet (1909- ) - Sweet - Robert Sweet (1783-1835) - Syd. - Hans Sydow - P.Syd. - Paul Sydow |

### T
| - Taken. - Makoto Takenouchi - Takht. - Armen Takhtajan - P.C.Tam - Pui Cheung Tam - Tardieu - Marie Laure Tardieu (1902- ) - Tchich. - Petr Aleksandrovich Tchichatscheff - Teixeira - Alcides Ribeiro Teixeira (1918- ) - Ten. - Michele Tenore - Temminck - Thylacinus Temminck (†1827) - Teppner - Herwig Teppner (*1941) - Tharp - Benjamin Carroll Tharp - Thaxt. - Roland Thaxter (1858-1932) - Theiss. - Ferdinand Theissen (1877-1919) - Thomson - Thomas Thomson - Thonn. - Peter Thonning (1775-1848) - Thore - Jean Thore - Thouars - Louis Marie Aubert du Petit Thouars (1758-1831) - Thuil. - Jean Louis Thuillier - Thunb. - Carl Peter Thunberg - Tiegh. - Philippe Van Tieghem - Tod. - Agostino Todaro - Tomiya - Tomiya | - Torr. - John Torrey - Toumey - James William Toumey - Tourn. - Joseph Pitton de Tournefort (1656-1708) - Trab. - Louis Charles Trabut - Trad. - John Tradescant - Tranzschel - Vladimir Tranzschel (1868-1942) - Trautv. - Ernst Rudolf von Trautvetter - Traverso - Giovanni Battista Traverso (1878-1955) - Trel. - William Trelease - Trevis. - Vittore Benedetto Antonio Trevisan de Saint-Léon (1818-1897) - Troitsky - N.A. Troitsky - Tschonoski - Tschonoski - Tsiang - Ying Tsiang - Tswett - Mikhail Tsvet - Tuck. - Edward Tuckerman - J.M.Tucker - John Maurice Tucker - C.Tul. - Charles Tulasne (1816-1884) - Tul. - Louis René Tulasne (1815-1885) - Turcz. - Porphir Kiril Nicolai Stepanowitsch Turczaninow (1796-1863) - Turra - Antonio Turra |

### U
| - Unger - Franz Joseph Unger | - Uyeki - Homiki Uyeki |

### V
| - Vahl - Martin Vahl - Vaill. - Sébastien Vaillant (1669-1722) - Vand. - Domenico Vandelli - Vasey - George Vasey - Vavilov - Nikolai Vavilov - Veitch - John Gould Veitch - Veitch - Sir Harry James Veitch - Velen. - Josef Velenovský (1858-1949) - Vell. - José Mariano da Conceição Vellozo (1742-1811) - Vellinga - Else C. Vellinga - Vent. - Etienne Pierre Ventenat (1757-1808) - Verdc. - Bernard Verdcourt (1925- ) - Vicioso - Benito Vicioso Trigo - C.Vicioso - Carlos Vicioso Martinez | - Vienn.-Bourg. - Georges Viennot-Bourgin (1906- ) - Vierh. - Friedrich Vierhapper - Vill. - Dominique Villars - Villar - Emilio Huguet del Villar y Serrataco - Vilm. - Vilmorin - Vig. - Louis G. Alexandre Viguier - Vittad. - Carlo Vittadini (1800-1865) - Viv. - Domenico Viviani (1772-1840) - G.A. de Vries - Gerardus Albertus de Vries - Voss - Andreas Voss - Vuill. - Paul Vuillemin (1861-1932) - Vuk. - Liudjevit Farkas Vukotinovic |

### W
| - W.H.Wagner - Warren H. Wagner - Wahlenb. - Göran Wahlenberg (1780-1851) - Wakef. - Elsie Maud Wakefield (1886-1972) - Waldst. - Franz de Paula Adam von Waldstein-Wartenberg (1759-1823) - Wall. - Nathaniel Wallich - Wallr. - Karl Friedrich Wallroth (1792-1857) - Walt. - Thomas Walter - Walter - Thomas Walter - Wangenh. - Friedrich von Wangenheim - Warb. - Otto Warburg - O.E. & E.F.Warb. - Oscar Emanuel Warburg & Edmund Frederic Warburg - Warm. - Eugen Warming (1841-1921) - Warnst. - Carl Friedrich Warnstorf (1837-1921) - Watling - Roy Watling (1938- ) - S. Wats. - Sereno Watson - W.C.Watson - William Charles Watson - Weath. - Charles Alfred Weatherby - F.A.C.Weber - Frédéric Albert Constantin Weber - Webb - Philip Barker Webb - Wehm. - Lewis Edgar Wehmeyer (1897-1971) - Weigel - Christian Ehrenfried Weigel - H.Wei Jen - Hsien Wei Jen - Weinm. - Johann Anton Weinmann (1782-1858) | - S.L.Welsh - Stanley Larson Welsh - Welw. - Friedrich Welwitsch - H. Wendl. - Hermann Wendland - Wenz. - Theodor Wenzig - Wesm. - Alfred Wesmael - Wettst. - Richard von Wettstein (1863-1931) - Wierzb. - Piotr Paulus Wierzbicki - Wiesner - Julius von Wiesner - Wigand - Albert Wigand - F.H.Wigg. - Friedrich Heinrich Wiggers (1746-1811) - De Wild. - Émile August Joseph de Wildeman (1866-1947) - Willd. - Carl Ludwig Willdenow (1765-1812) - Willk. - Heinrich Willkomm - Wils. - Ernest Henry Wilson - Wittr. - Veit Wittrock - E.H.Wilson - Ernest Henry Wilson - Wistuba - Andreas Wistuba (*19??) - With. - William Withering (1741-1799) - Wollenw. - Hans Wilhelm Wollenweber (1879-1949) - Alph.Wood - Alphonso Wood (1810-1881) - Wooton - Elmer Ottis Wooton - Woronow - Georg Jurij Nikolaevich Woronow - Wulfen - Franz Xavier von Wulfen (1728-1805) - Württemb. - Paul Wilhelm af Württemberg (1797-1860) |

### X
| - J.R.Xue - Ji Ru Xue |

### Y
| - Yabuno - Tomosaburo Yabuno (*1924) - Yalt. - Faik Yaltirik (*1930) - S.S.Ying - Shao Shun Ying | - M.Young - Maurice Young - Yunck. - Truman George Yuncker |

### Z
| - Zabel - Hermann Zabel (1823-1912) - Zahlbr. - Alexander Zahlbruckner (1860-1938) - Zalewski - Aleksander Zalewski (1854-1906) - Zander - Robert Zander (1892-1969) - Zannich. - Giovanni Gerolamo Zannichelli (1662-1729) - Zappi - Daniela Cristina Zappi (*1965) - Zeiss. - Hermann Zeissold - Zeller - Sanford Myron Zeller (1885-1948) - Zenari - Silvia Zenari - Zenker- Jonathan Carl Zenker (1799-1837) - Zerov - Dmitriy Konstantinovich Zerov (1895-1971) - Zeyh. - Carl Ludwig Philipp Zeyher (1799-1858) - W.H.Zhang - Weng Hui Zhang - Q.F.Zheng - Qing Fang Zheng - L.H.Zhou - Li Hua Zhou (*1934) - Zhou - Z.K. Zhou - Zigno - Achille de Zigno (1813-1892) | - Zijp - Coenraad van Zijp (1897-?) - Zillig - Hermann Zillig (1893-1952) - Zimm. - Albrecht Wilhelm Phillip Zimmermann (1860-1931) - H. Zimm. - Hugo Zimmermann (1862-1933) - Zimmeter - Albert Zimmeter (1848-1897) - Zinn - Johann Gottfried Zinn (1727-1759) - Zipp. - Alexander Zippelius (1797-1828) - Ziz - Johann Baptist Ziz (1799-1829) - Zobel - Johann Baptista Zobel (1812-1865) - Zohary - Michael Zohary - Zoll. - Heinrich Zollinger (1818-1859) - Zopf - Friederich Wilhelm Zopf (1846-1909) - Zschacke - Georg Hermann Zschacke (1867-1937) - Zucc. - Joseph Gerhard Zuccarini (1797-1848) - Zumagl. - Antonio Maurizio Zumaglini (1804-1865) - Zundel - George Lorenzo Ingram Zundel (1885-1950) - Zwackh - Philipp Franz Wilhelm von Zwackh-Holzhausen (1826-1903) |